# The Main Event Mafia
The Main Event Mafia (ocasionalmente abreviada como MEM) foi um grupo de wrestling profissional na Total Nonstop Action Wrestling (TNA) criado em 2008. Teve como membros originais Kurt Angle, Kevin Nash, Sting e Booker T, com sua esposa Sharmell.
O grupo foi formado no fim de 2008, após Sting se tornar o Campeão Mundial dos Pesos-Pesados da TNA e Booker T introduzir o Campeonato das Lendas se declarando campeão. A formação do grupo foi resultado de um ângulo da TNA que consistia em lutadores veteranos rivalizando com os lutadores jovens. O grupo inicial se desfez em meados de 2010.
Em junho de 2013, Sting anunciou o retorno da máfia como a New Main Event Mafia, retornando como um grupo de mocinhos após um ano de guerra entre os lutadores da TNA e grupo de grupo de vilões chamados de Aces & Eights.

## História

### New Main Event Mafia (2013)
Em 13 junho de 2013 no episódio do Impact Wrestling, Sting anunciou o retorno da nova Main Event Mafia para enfrentar os Aces & Eights após ser derrotado no Slammiversary XI. Em 20 de junho de 2013, o primeiro membro da nova Main Event Mafia foi revelado ser Kurt Angle. Nas gravações do episódio de 27 de junho do Impact Wrestling, Samoa Joe foi revelado como o segundo membro quando ele ajudou Sting e Angle no ataque contra os Aces & Eights.

## Membros

### Membros originais
- Kurt Angle (Primeiro líder e retornou a ser após a expulsão de Sting)
- Sting (Líder após derrotar Kurt Angle no Sacrifice)
- Kevin Nash
- Booker T
- Scott Steiner
- Sharmell (Valet de Booker T)
- Samoa Joe
- Traci Brooks
- Jenna Morasca (Valet de Kevin Nash)
- Kip James (Apenas uma noite)
- Taz (Manager de Samoa Joe)
- Sally Boy (Segurança)
- Big Rocco (Segurança)

### New Main Event Mafia
- Sting
- Kurt Angle
- Samoa Joe
- Magnus
- Rampage Jackson

## No wrestling
- Finishers
  - Olympic slam,  - Kurt Angle
  - Jacknife Powerbomb - Kevin Nash
  - Scissors kick - Booker T.
  - Steiner Recliner (Camel clutch) - Scott Steiner
- Temas de entrada
  - "Main Event Mafia" por Dale Oliver[1]

## Campeonatos e realizações
- Total Nonstop Action Wrestling
  - TNA Legends Championship - (3 vezes) - Booker T (1) e Kevin Nash (2)
  - TNA World Heavyweight Championship - (2 vezes) - Sting e Kurt Angle
  - TNA World Tag Team Championship - (1  vez) - Booker T e Scott Steiner
  - TNA X Division Championship (1 vez) – Samoa Joe
  - King of the Mountain (2009) – Kurt Angle